# Victoire Thivisol
Victoire Thivisol (9 luglio 1991) è un'attrice francese.

## Biografia
Il suo primo film fu Ponette nel 1996, in cui interpretò una bambina che affronta la morte della madre. Grazie a questa interpretazione fu la più giovane attrice a vincere la Coppa Volpi per la miglior interpretazione femminile al Festival di Venezia.
Continuò poi lavorando ai film I figli del secolo (1999) e Chocolat (2000), in entrambi i quali interpretò la figlia di Juliette Binoche. Nel 2007 apparve nel film Les grands s'allongent par terre, il cui regista Emmanuel Saget fu così impressionato che successivamente riscrisse il film intorno al suo personaggio.

## Filmografia
- Ponette, regia di Jacques Doillon (1996)
- I figli del secolo, regia di Diane Kurys (1999)
- Chocolat, regia di Lasse Hallström (2000)
- Le bal des célibataires, regia di Jean-Louis Lorenzi - film TV (2005)
- Les grands s'allongent par terre (Grown-Ups Lie Down on the Ground), regia di Emmanuel Saget (2008)
- Tous les chats sont gris (la nuit), regia di Savina Dellicour - cortometraggio (2009)
- Le ventre de Jonas, regia di Emmanuel Saget - cortometraggio (2011)